# Contea di Ohio (Kentucky)
La contea di Ohio (in inglese Ohio County) è una contea dello Stato del Kentucky, negli Stati Uniti. La popolazione al censimento del 2000 era di 22 916 abitanti. Il capoluogo di contea è Hartford